# Sandra Becker

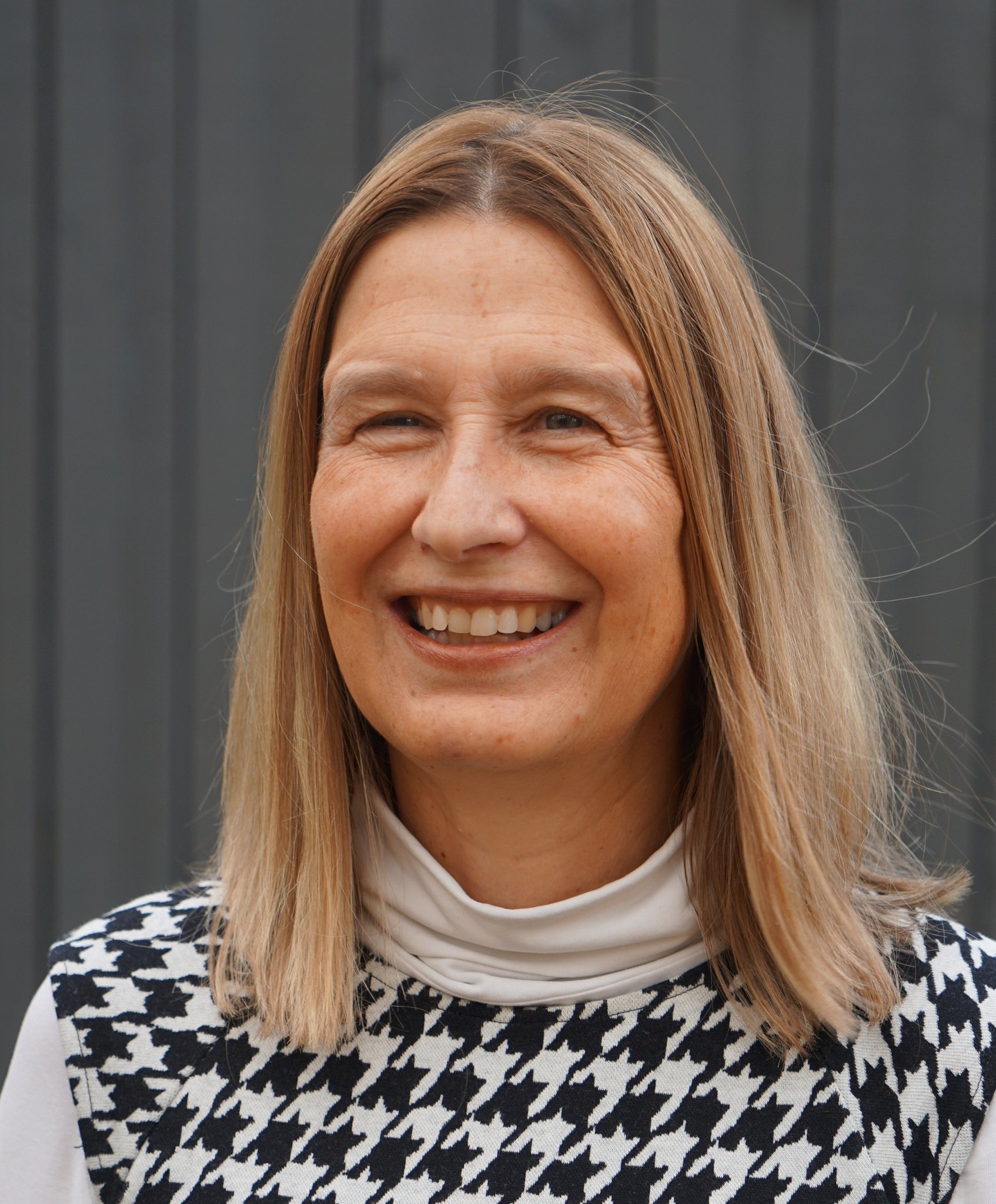
Sandra Becker, 2023

Sandra Becker (* 1967 in Freiburg im Breisgau) ist eine in Berlin lebende deutsche Videokünstlerin, die auch unter dem Künstlernamen sandrabecker01 ausstellt.

## Leben und Wirken
Sandra Becker ist die Tochter des Diplomaten Volkmar Becker und der Richterin Gisela Maria Becker. In Königswinter besuchte sie zunächst die Grundschule und nach einer Zeit in der Türkei, wo ihr Vater an der deutschen Botschaft in Ankara tätig war, das Gymnasium am Petersberg. 1979 zog sie mit ihrer Familie nach Südamerika und besuchte in Lima das Colegio Alexander von Humboldt. 1982 wechselte sie auf das Heinrich-Hertz-Gymnasium in Bad Godesberg und legte dort 1986 ihr Abitur ab. Bei ihren Auslandsaufenthalten lernte sie Türkisch und Spanisch.
1987 arbeitete Becker in New York als Assistant Lighting Designer von Giles Hogya am Jean Cocteau Repertory Theatre an der Bowery Street. Zwischen 1987 und 1989 folgten Studien an der Universität Hamburg und der Universität Stuttgart in Philosophie und Architektur sowie an der Hochschule für Gestaltung in Offenbach am Main. Auf Einladung des Central St. Martins College London ging sie 1989 nach London und schloss ihr Studium dort 1991 als Theatre Designer (Three Dimensional Design) an der Fakultät Fine Arts mit dem Bachelor of Arts (hons) ab.
Anschließend ging sie zurück nach Deutschland und arbeitete als Designerin am Staatstheater Mainz. 1992 setzte sie ihr Studium an der Hochschule der Künste Berlin bei Valie Export in Visueller Kommunikation fort. 1993 folgte eine Einladung der Russischen Kunstakademie nach Sankt Petersburg. Im selben Jahr verfasste sie ihre Diplomarbeit, in der sie sich mit dem Thema „Ankunft und Abfahrt“ auseinandersetzte. Es folgte ein Meisterschülerstudium in Experimenteller Filmgestaltung bei Heinz Emigholz, welches sie 1995 mit dem 16-mm-Film „Warteraum“ abschloss. Sie erhielt das Nachwuchsförderungsstipendium des Berliner Kultursenats und das DAAD-Stipendium nach New York. 2003 war sie im Leitungsteam der Bühnenwerkstatt am Bauhaus Dessau.
Danach arbeitete Becker als Dozentin und war von 2007 bis 2009 Gastprofessorin für künstlerische Transformationsprozesse an der Universität der Künste Berlin. Dort war sie Teil eines Teams von elf Professorinnen, die in gemeinsamer Arbeit das künstlerische Projekt „Stille Post“ auf die Hochschullehre übertrugen. Es wird bis heute in der Didaktik gelehrt. Sie war von 2013 bis 2020 Co-Leiterin der Medienwerkstatt im Kulturwerk des BBK Berlin.
2015 war sie Gastprofessorin in Brasilien an der Universidade Federal do Rio Grande do Sul (UFRGS). Sie lehrt darüber hinaus an der Freien Universität Berlin und war von Sommer 2019 bis Mitte 2020 Dozentin für Medieninformatik am Lette-Verein sowie seit Anfang 2020 Dozentin für App-Design und für Web-Entwicklung an der School of Management and Technology der Steinbeis-Hochschule Berlin.
Becker ist mit ihren Arbeiten unter anderem in der Sammlung des Staatlichen Museums Majdanek in Lublin (Polen), im Euro Theater Central Bonn, im Museum MARGS und in der internationalen Sammlung des Neuen Berliner Kunstvereins vertreten. Sie ist Mitglied im Deutschen Künstlerbund und seit September 2021 Teil des Vorstands.

## Ausstellungen (Auswahl)

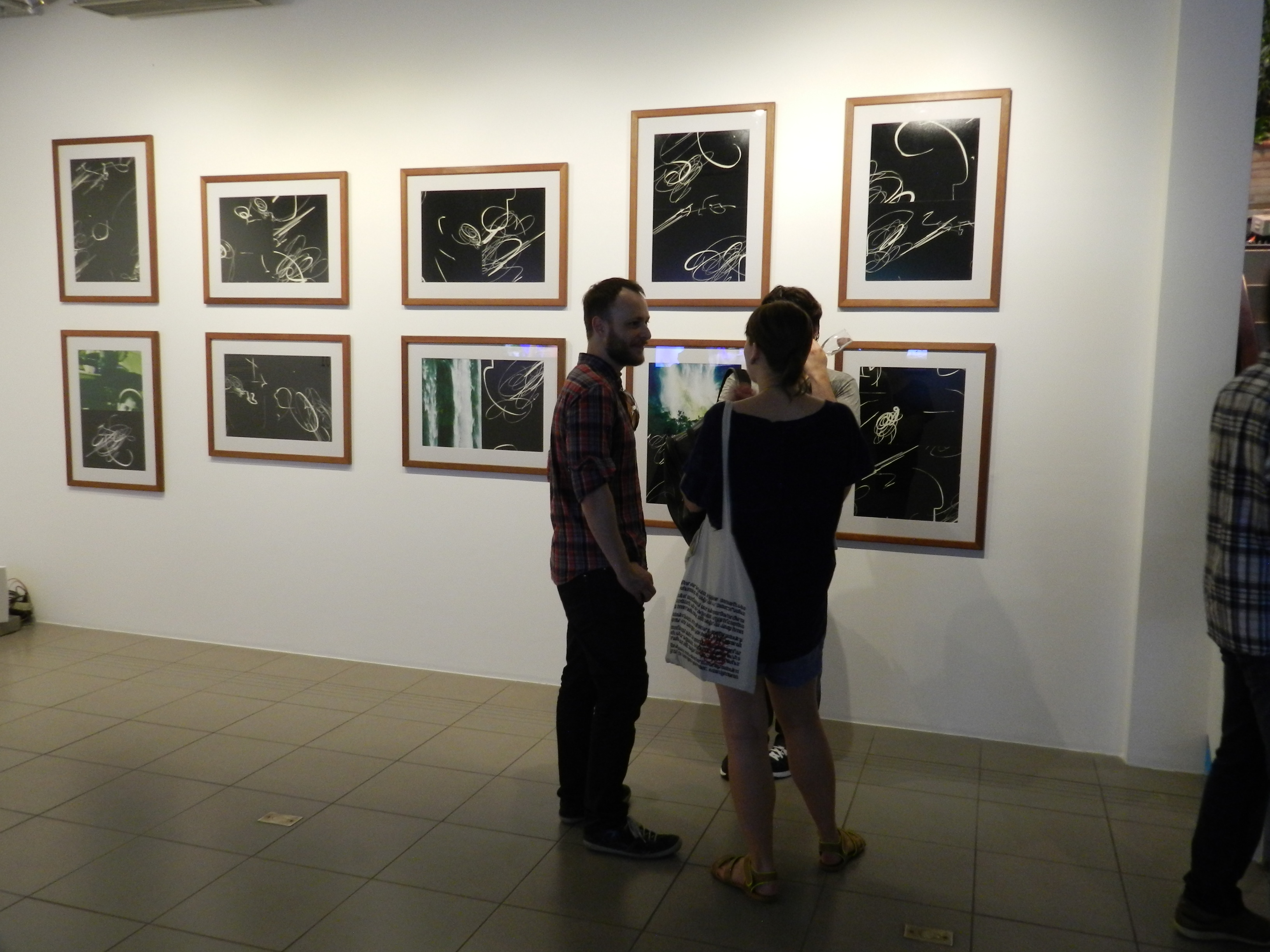
Ausstellung Social dissolve

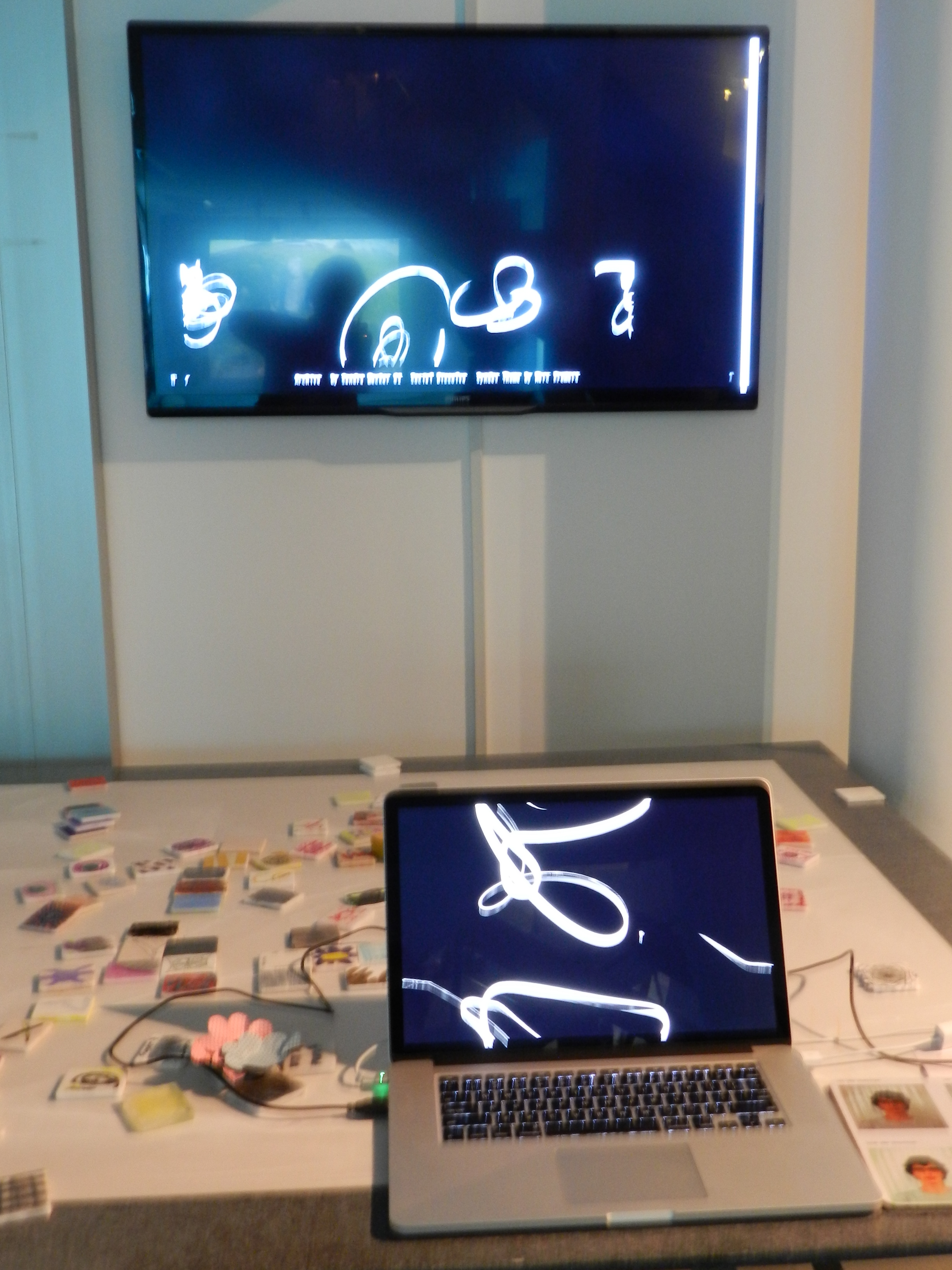
Ausstellung Social dissolve

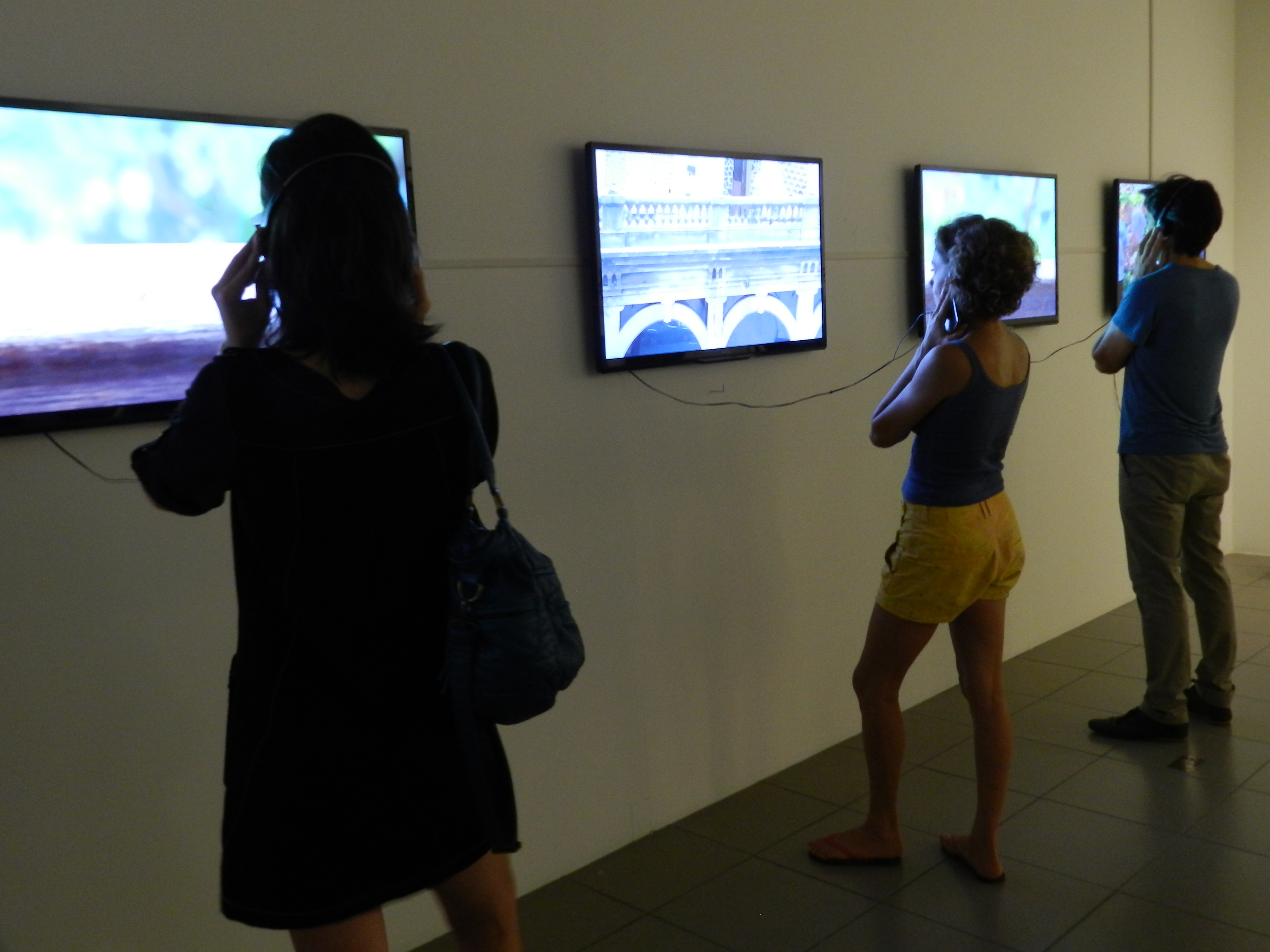
Ausstellung Social dissolve

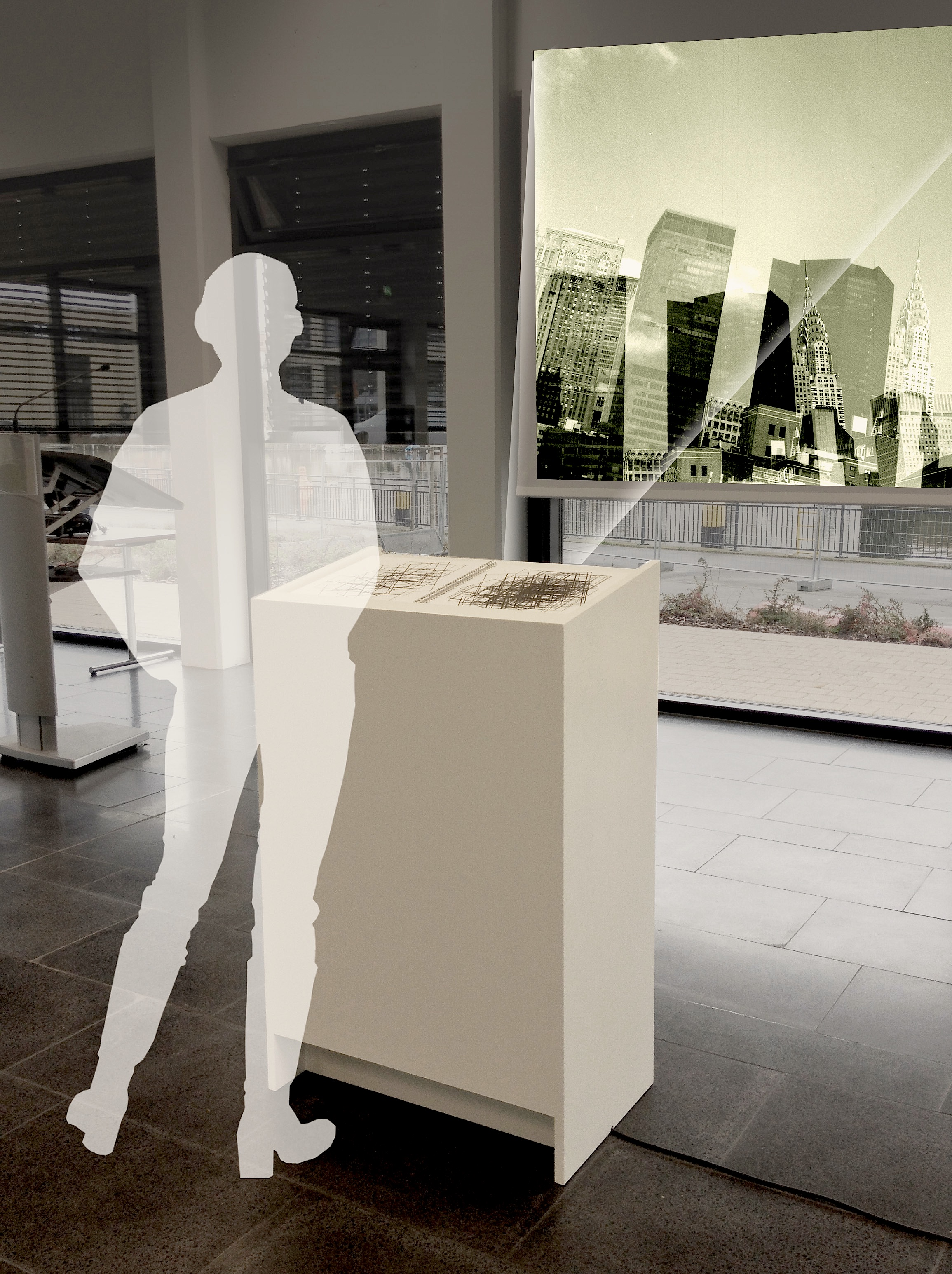
Analoges + digitales Buch mit RFID

### Einzelausstellungen
- 1996: Zwischenräume, Foto- und Videoarbeiten, Kunstverein Würzburg
- 1997: Architektur der Zeit, Dogenhaus Galerie Leipzig/Berlin
- 2002: der digitale Körper, Galerie Adlergasse, Dresden
- 2002: janeinneinja, MAE Galerie Irene Eikmeier, Berlin
- 2005: Videopräsentation im Atelier, Museum Centro Cultural Andratx, Spanien
- 2005: Schnittstelle, MAE Galerie Irene Eikmeier, Berlin
- 2005: 11th Edition, netfilmmakers, Kopenhagen
- 2011: Phänomene der Zeitlichkeit, Fototriennale Hamburg, Galerie Kammer
- 2011: höhen+++tiefen, Videoarbeiten, Kunst- und Medienzentrum Adlershof
- 2014: Social Dissolve, Goethe-Institut Porto Alegre, Brasilien[13]
- 2022: Fantasy, Galerie Helfrich Berlin
- 2024: Nebelzeiten, FATart, Schaffhausen

### Gruppenausstellungen
- 1996: Forum Berlin, Ausstellung Kulturforum und Stiftung Starke, Berlin, Gruppenausstellung
- 1997: 3rd International Exhibition of Women’s Art, SOHO 20 Gallery, New York, Gruppenausstellung
- 1998: Body of the message, mit Daniel Pflumm, Joachim Blank und Karl Heinz Jeron, Neuer Berliner Kunstverein[14][15]
- 2001: New Video from Berlin, Institute of Contemporary Arts (ICA), London
- 2001: Urban nomads, mit Christine Hill, Daniel Pflumm, Pia Greschner u. a., SLG South London Gallery in Kooperation mit dem Goethe-Institut[16]
- 2002: utopian traffic, Kunst im öffentl. Raum, Symposium Citybrache Dresden
- 2003: Performancekörper-Stadt, Stiftung Bauhaus Dessau
- 2005: circa Berlin, Nikolaj Copenhagen Contemporary Art Center
- 2006: Stille Post, Galerie der Karl Hofer Gesellschaft[17][18]
- 2006: panta rhei, Brückeninstallation, 48 Stunden Neukölln[19]
- 2007: Clips, Galerie Nord, Kunstverein Tiergarten und Galerie HO Marseille
- 2007: Strictly Berlin 007, Galerie der Künste Berlin
- 2008: red, Festival Traverse Video Toulouse
- 2008: hello neighbor, Brooklyn Gallery, New York
- 2008: Frauen bei Olympia, Frauenmuseum Bonn[20]
- 2008: Prototypisieren, Messe für Kunst und Theorie Bremen[21][22]
- 2009: Künstlerbücher aus Berlin, Ausstellungsräume auf der Lyss, Basel
- 2011: Arm aber sexy, Atelierhaus Aachen, mit Grußwort von Klaus Wowereit
- 2012: Künstler der Stiftung Starke, Löwenpalais, Berlin
- 2013: sehen und gesehen werden, Medienfassade HTW
- 2013: Muster – Patterns, Haus Schwarzenberg Berlin[23][24]
- 2017: Fragmentierte Erzählungen: Berlin-Sofia, Museum für Geschichte und Goethe-Institut Sofia[25]
- 2018: Zeitverschiebung – Posun v čase, Bauakademie Prag[26]
- 2019: Techne, Paço Municipal, Porto Alegre, BR (Kuratorium)[27]
- 2020: The Wind, Gangneung Arts Center, Südkorea[28]
- 2020/2021: ME + YOU = TOGETHER WE, Museum Reinickendorf, Berlin[29]
- 2021: Women in arts, 4. FATart Art Fair, Schaffhausen, Schweiz
- 2022: Fridges and Bridges, Galerie Michaela Helfrich, Berlin
- 2022: Irritation – Preview, Galerie Verein Berliner Künstler, Berlin
- 2022: Zeitverschiebung – Posun v čase, Prag
- 2023: Irritation – The Art of getting lost, Vebikus Kunsthalle Schaffhausen
- 2023: Vibrant, Künstlerforum Bonn
- 2023: Irritation – Maximale ästhetische Verwirrung, Verein Berliner Künstler, Berlin
- 2025: The New You-We-Me, Verein Berliner Künstler, Berlin

### Messeteilnahmen
- 1999: Kunstmesse Ameryshow New York
- 1999: Kunstmesse Junge Liste Basel, Galerie Paula Böttcher
- 2013: Innovative Kunstmesse Contemporary Art Ruhr
- 2014/15: Medienkunstmesse Contemporary Art Ruhr
- 2014–2017: Kunstmesse Berliner Liste[30][31]
- 2017: Medienkunstmesse Contemporary Art Ruhr[32]
- 2021: FATart Fair, Schaffhausen
- 2022: FATart Fair, Schaffhausen
- 2023: FATart Fair, Schaffhausen

## Arbeiten in Sammlungen (Auswahl)
- Survival, Fotografie, Staatliches Museum Majdanek, Lublin, Polen
- Cluster L8 und e1, Videofotografie, Stiftung Starke, Berlin
- Moonlight, DVD, Museum Centro Cultural Andratx, Spanien
- Cluster, Videofotografie, Baunetz-Online Berlin
- Videoarbeiten in der internationalen Sammlung des Neuen Berliner Kunstvereins[3]
- Zeichnungen in der Graphothek Berlin[33]

## Preise
- 1996: Max-Ernst-Preis der Stadt Brühl
- 2000: DigitalArt-Preisträgerin im Bereich Movies
- 2006: Karl-Hofer-Preis für das Stille-Post-Projekt

## Stipendien (Auswahl)
- 1993: Stipendiatin der Akademie der Künste der UdSSR in Leningrad
- 1997: DAAD-Stipendium New York
- 2002: Atelierprogramm point B, Williamsbourgh, New York
- 2004: Atelierstipendium Museum Centro Cultural Andratx, Spanien
- 2005: Stipendium der Käthe Dorsch und Agnes Straub Stiftung
- 2005: Artist in Residence, Association Saint Henri, Frankreich
- 2010–2012: Stipendium Deutsche Künstlerhilfe des Bundespräsidenten
- 2014: Stipendiatin des Goethe-Instituts Porto Alegre, Brasilien

## Projektförderungen
- 1994: Förderung durch das Künstlerinnenprogramm des Berliner Kultursenats
- 2004: Projektförderung der Notgemeinschaft der Deutschen Kunst e.V.
- 2003–2004: Förderung durch die Verwertungsgesellschaft Bild-Kunst
- 2006: EU-Förderung (Lokales Soziales Kapital) für den Dokumentarfilm „Lift01“
- 2008: EU-Projektförderung für das Webportal „muetter-arbeiten-von-zuhause-aus“
- ab 2013: Atelierförderung des Berliner Senats[34]

## Mitgliedschaften (Auswahl)
- seit 2006: geschäftsführendes Vorstandsmitglied der Webgrrls.de[35]
- 2013–2015: Delegierte, Vorstandsmitglied des Deutschen Frauenrats[36]
- Gründerin der Künstlerinnengruppe Netzwerkvirus[37]
- seit 2021: Vorstandsmitglied im Deutschen Künstlerbund[38]
- seit 2006: Mitglied im Verein Berliner Künstler
- Mitglied GEDOK Berlin
- Mitglied im BBK Berlin
- Mitglied im Kunstverein Biel